# باربارا کوولبی
باربارا کوولبی (انگلیسی: Barbara Colby؛ ۲ ژوئیهٔ ۱۹۳۹ – ۲۴ ژوئیهٔ ۱۹۷۵) یک هنرپیشه اهل ایالات متحده آمریکا بود.